# Cyperus scaber
Cyperus scaber är en halvgräsart som först beskrevs av Robert Brown, och fick sitt nu gällande namn av Johann Otto Boeckeler. Cyperus scaber ingår i släktet papyrusar, och familjen halvgräs. Inga underarter finns listade i Catalogue of Life.